# Ravageurs du maïs

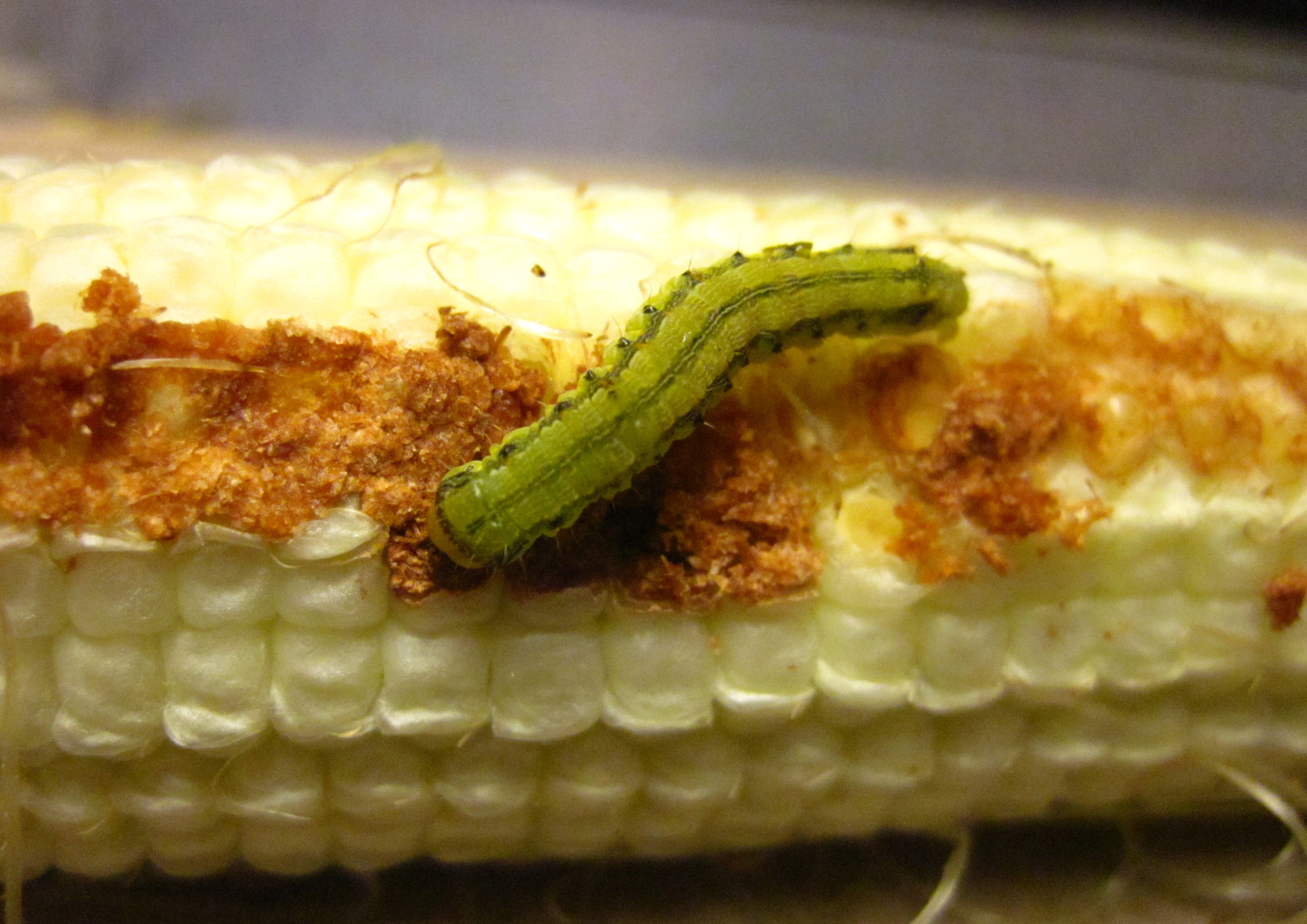
Une chenille sur un épi de maïs.

Liste non exhaustive des ravageurs du maïs cultivé (Zea mais)
Les ravageurs du maïs sont très nombreux, en particulier les insectes. On estime ainsi à une centaine le nombre d'espèces d'insectes ayant une importance notable pour la production du maïs aux États-Unis. Ces espèces se distinguent par leur répartition, qui peut être cosmopolite ou limitée à un continent ou une région plus petite, mais aussi par les dommages causés aux cultures ou aux grains entreposés. Ces dégâts peuvent être directs, les ravageurs ou leurs larves se nourrissant aux dépens de la plante, ou indirects lorsqu'ils jouent le rôle de vecteur pour la transmission de virus ou de bactéries.

## Insectes

### Coléoptères

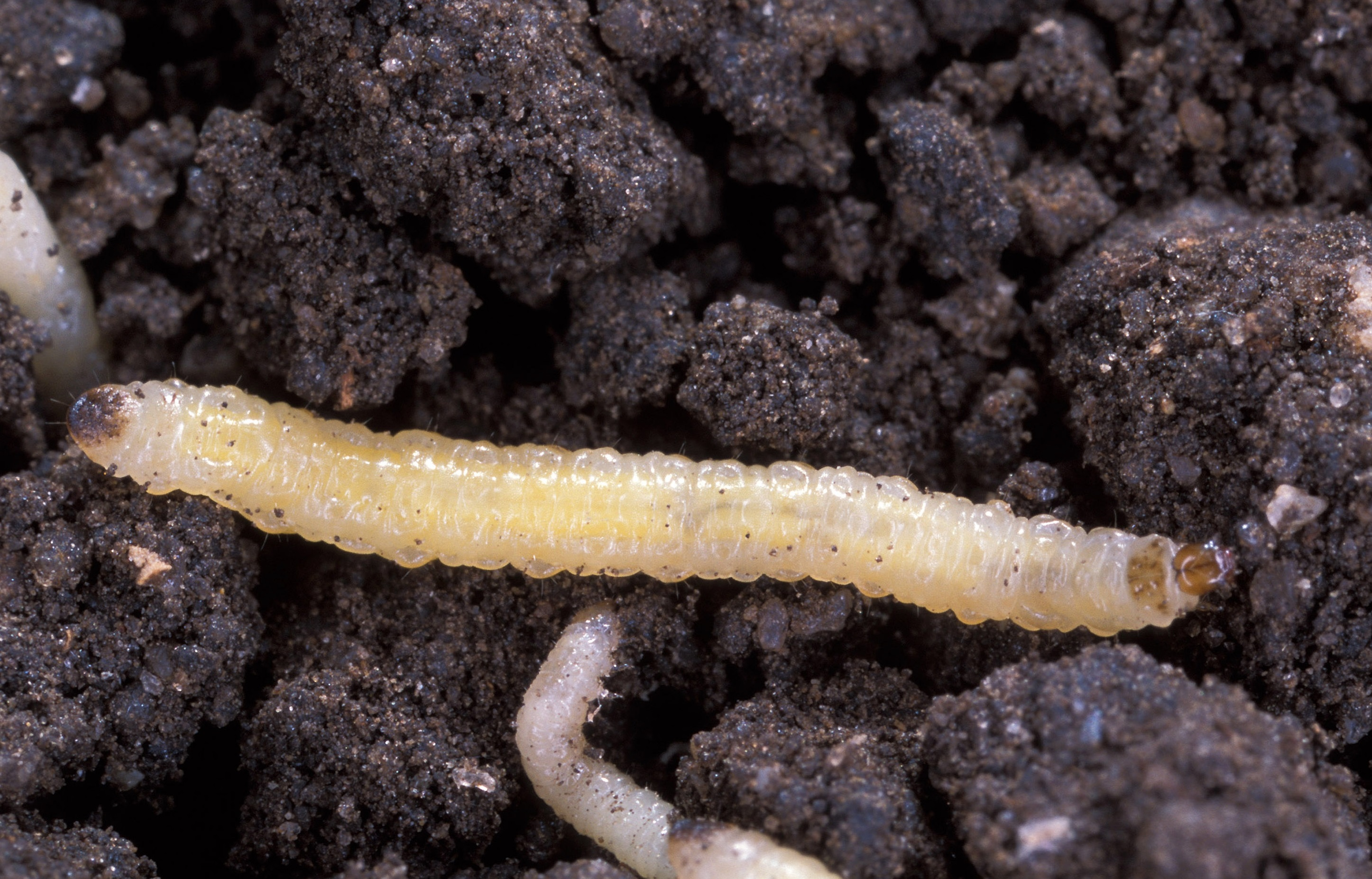
Larve de la chrysomèle des racines du maïs.

- Altise du maïs (Chaetocnema pulicaria)
- Carabe du maïs (Stenolophus lecontei)
- Carpophilus lugubris
- Chrysomèle des racines du maïs (Diabrotica virgifera et  Diabrotica barberi)
- Grand capucin du maïs (Prostephanus truncatus)
- Hanneton (Melolontha melolontha)
- Ver  fil-de-fer (ou larve de taupin)

### Lépidoptères
- Légionnaire d'automne (Spodoptera frugiperda)
- Légionnaire uniponctuée (Pseudaletia unipuncta)
- Foreur africain du maïs (Busseola fusca)
- Foreur des épis de maïs (Mussidia nigrivenella)
- Noctuelle de la pomme de terre (Hydraecia micacea)
- Noctuelle des moissons (Agrotis segetum),
- Noctuelle des soies du maïs (Helicoverpa armigera),
- Noctuelle du maïs ou sésamie (Sesamia nonagrioides),
- Noctuelle exiguë (Spodoptera exigua),
- Noctuelle gamma (Autographa gamma),
- Noctuelle ponctuée (Mythimna unipunctata)
- Noctuelle baignée, noctuelle ipsilon ou ver-gris noir  (Agrotis ipsilon)
- Pyrale du maïs (Ostrinia nubilalis)
- Ver de l'épi du maïs (Helicoverpa zea)
- Ver-gris occidental du haricot (Striacosta albicosta)

### Diptères
- Mouche des plantules de maïs (Geomyza tripunctata)
- Mouche grise des semis (Delia platura)
- Oscinie de l'avoine (Oscinella frit).
- Tipule des prairies (Tipula paludosa)

### Hémiptères
- Puceron des épis de céréales (Sitobion avenae)
- Puceron du maïs (Rhopalosiphum maidis)
- Puceron du merisier à grappe (Rhopalosiphum padi)

## Arachnides
- Tétranyque tisserand (Tetranychus urticae)

## Nématodes
- Nématode de l'avoine (Heterodera avenae)